# Гагермен (Айдахо)
Гагермен (англ. Hagerman) — місто в окрузі Гудінг, штат Айдахо, США. Згідно з переписом 2010 року населення становило 872 особи, що на 116 осіб більше, ніж 2000 року. Район багатий на викопні рештки тварин, а також відомий завдяки Тисячі джерелам з водоносного горизонту рівнини Істерн-Снейк. В Гаґермені розташований національний рибоводний завод, університетська дослідницька станція і екстенсивне рибогосподарство, у якому регулювати температуру допомагає наявність великої кількості гарячих джерел.

## Географія
Гагермен розташований за координатами 42°48′58″ пн. ш. 114°53′52″ зх. д. / 42.81611° пн. ш. 114.89778° зх. д. (42.816001, -114.897667).  За даними Бюро перепису населення США в 2010 році місто мало площу 1,57 км², з яких 1,51 км² — суходіл та 0,06 км² — водойми.

## Демографія

### Перепис 2010 року
За даними перепису 2010 року, у місті проживало 872 осіб у 380 домогосподарствах у складі 231 родини. Густота населення становила 580,5 ос./км². Було 452 помешкання, середня густота яких становила 300,9/км². Расовий склад міста: 93,8 % білих, 0,1 % афроамериканців, 0,7 % індіанців, 0,3 % азіатів, 3,4 % інших рас, а також 1,6 % людей, які зараховують себе до двох або більше рас. Іспанці та латиноамериканці незалежно від раси становили 13,8 % населення.
Із 380 домогосподарств 26,8 % мали дітей віком до 18 років, які жили з батьками; 45,0 % були подружжями, які жили разом; 10,3 % мали господиню без чоловіка; 5,5 % мали господаря без дружини і 39,2 % не були родинами. 33,9 % домогосподарств складалися з однієї особи, у тому числі 19,7 % віком 65 і більше років. У середньому на домогосподарство припадало 2,29 мешканця, а середній розмір родини становив 2,88 особи.
Середній вік жителів міста становив 46,1 року. Із них 24,4 % були віком до 18 років; 5,9 % — від 18 до 24; 18,9 % від 25 до 44; 25,3 % від 45 до 64 і 25,2 % — 65 років або старші. Статевий склад населення: 48,3 % — чоловіки і 51,7 % — жінки.
Середній дохід на одне домашнє господарство  становив 36 413 долари США (медіана — 30 122), а середній дохід на одну сім'ю — 38 983 долари (медіана — 31 047). Медіана доходів становила 30 955 доларів для чоловіків та 21 806 доларів для жінок. За межею бідності перебувало 33,5 % осіб, у тому числі 52,7 % дітей у віці до 18 років та 18,7 % осіб у віці 65 років та старших.
Цивільне працевлаштоване населення становило 441 осіб. Основні галузі зайнятості: освіта, охорона здоров'я та соціальна допомога — 28,1 %, будівництво — 11,6 %, сільське господарство, лісництво, риболовля — 8,8 %, транспорт — 8,2 %.

### Перепис 2000 року
За даними перепису 2000 року, у місті проживало 656 осіб у 277 домогосподарствах у складі 178 родин. Густота населення становила 767,5 ос./км². Було 324 помешкання, середня густота яких становила 379,1/км². Расовий склад міста: 93,29 % білих, 0,61 % індіанців, 0,46 % тихоокеанських остров'ян, 3,05 % інших рас і 2,59 % людей, які зараховують себе до двох або більше рас. Іспанці та латиноамериканці незалежно від раси становили 8,84 % населення.
Із 277 домогосподарств 23,8 % мали дітей віком до 18 років, які жили з батьками; 50,9 % були подружжями, які жили разом; 9,0 % мали господиню без чоловіка, і 35,7 % не були родинами. 29,6 % домогосподарств складалися з однієї особи, у тому числі 15,9 % віком 65 і більше років. У середньому на домогосподарство припадало 2,37 мешканця, а середній розмір родини становив 2,93 особи.
Віковий склад населення: 23,9 % віком до 18 років, 7,3 % від 18 до 24, 22,1 % від 25 до 44, 23,0 % від 45 до 64 і 23,6 % років і старші. Середній вік жителів — 42 року. Статевий склад населення: 48,9 % — чоловіки і 51,1 % — жінки.
Середній дохід домогосподарств у місті становив $25 455, родин — $29 886. Середній дохід чоловіків становив $23 750 проти $20 938 у жінок. Дохід на душу населення в місті був $13 182. Приблизно 17,1 % родин і 14,4 % населення перебували за межею бідності, включаючи 11,3 % віком до 18 років і 13,7 % від 65 і старших.